# Yoel Levi
Yoel Levi (Satu Mare, Rumanía, 16 de agosto de 1950) es un director de orquesta israelí, de origen rumano. 

## Vida
Nació en 1950 en la ciudad rumana de Satu Mare, pero se crio en Israel. Estudió en la Academia de Música de Tel Aviv, consiguiendo el Máster de las Artes con distinción. También estudió en la Academia de Música de Jerusalén con Mendi Rodan. Posteriormente estudió con Franco Ferrara en Siena y Roma, con Kiril Kondrashin en Países Bajos, y en la Guildhall School of Music and Drama de Londres. En 1978 ganó el primer premio en el famoso Concurso Internacional para Jóvenes Directores de Besanzón.

## Carrera
En 1988 Levi se convirtió en el director musical y principal de la Orquesta Sinfónica de Atlanta (ASO). Levi consiguió ser director musical emérito en 2000, siendo sucedido por Robert Spano. En 2004 y 2005, Levi continuó dirigiendo la ASO, realizando dos conciertos de fin de semana cada temporada.  
En 1991 dirigió la Orquesta Filarmónica de Estocolmo en la Ceremonia de entrega de los Premios Nobel. Gracias a él, la Orquesta Sinfónica de Atlanta tocó en la ceremonias de apertura y clausura de los Juegos Olímpicos de Atlanta 1996. 
A partir de 2005, es asesor musical de la Orquesta de la Radio Flamenca, y es el principal director invitado de la Orquesta Filarmónica de Israel.

## Premios y reconocimientos
- En 1978 ganó el primer premio del Concurso Internacional para Jóvenes Directores de Besanzón.
- En 2001 fue nombrado Caballero de la Orden de las Artes y las Letras por el Ministerio de Cultura de Francia.

- Datos: Q964896